# هایدوسووات
هایدوسووات (به مجاری:  Hajdúszovát) یک منطقهٔ مسکونی در مجارستان است که در ناحیه هایدوسوبوسلو واقع شده‌است. هایدوسووات ۵۸٫۰۱ کیلومتر مربع مساحت و ۳٬۰۴۵ نفر جمعیت دارد.